# امینگن-لیپتینگن
امینگن-لیپتینگن (به آلمانی: Emmingen-Liptingen) یک شهر در آلمان است که در تاتلینگن واقع شده‌است. امینگن-لیپتینگن ۴٬۵۷۸ نفر جمعیت دارد.